# Campo Desportivo UCTM
Campo Desportivo da Universidade de Ciência e Tecnologia de Macau – wielofunkcyjny stadion położony na wyspie Taipa w Makau. Obecnie używany przede wszystkim jako stadion piłkarski, chociaż posiada również bieżnię. Swoje mecze rozgrywają na nim drużyny piłkarskie G.D. Lam Pak, Hoi Fan, Hong Ngai, MFA Develop, Polícia de Segurança Pública FC i Windsor Arch Ka I. Był również używany dla meczów piłkarskich w czasie Igrzysk Południowoazjatyckich w 2005 roku. Stadion może pomieścić 1 684 ludzi. 